# Mouton Cadet
Mouton Cadet est une gamme de vins de marque en appellation bordeaux, produit par la société Baron Philippe de Rothschild SA. 
Le vin est un assemblage de productions d'environ 450 vignerons différents présents sur le vignoble bordelais, représentant 1520 hectares de vignes. La production annuelle est de 12 millions de bouteilles en 2017, dont 3,5 millions sont commercialisées en France, principalement en grande surface.
Il ne doit pas être confondu avec le prestigieux Château Mouton-Rothschild, dont il n'est pas issu.

## Production

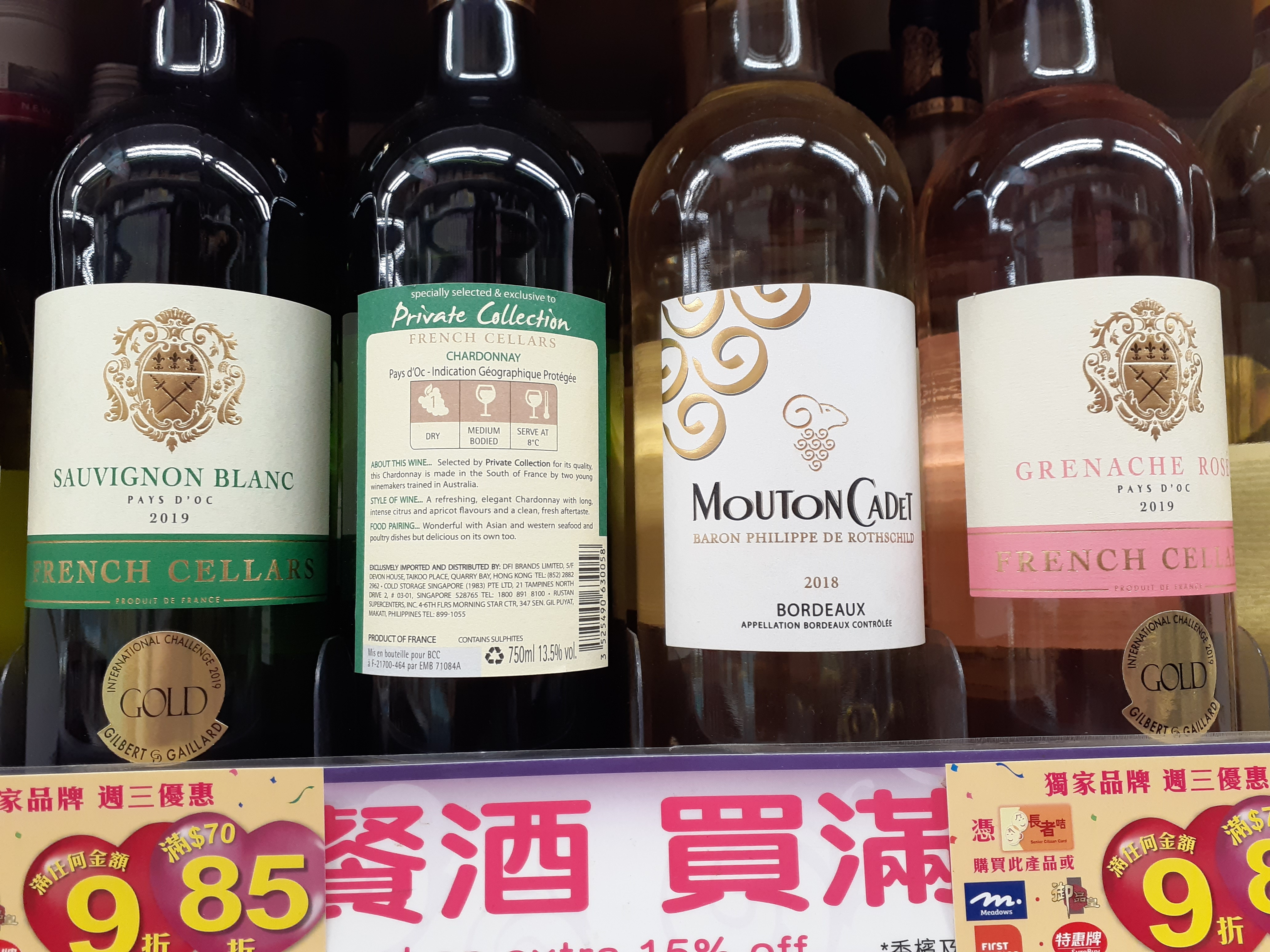
Bouteille de Mouton Cadet dans un supermarché à Hong Kong

Il s'agit d'un vin de négociant réalisé par assemblage de vins de différentes origines pouvant être produits sur l'ensemble du vignoble de Bordeaux, principalement dans l'Entre-deux-Mers et la Haute Gironde (Blayais), par des coopératives ou des vignerons indépendants.
Les assemblages des différents vins sont réalisés à la cuverie du centre vinicole Mouton Cadet, situé à Saint-Laurent-Médoc. Le rouge représente 80% de la production.
En 2017, la production s'élève à 12 millions de bouteilles, dont 3,5 millions sont commercialisées en France (2,4 millions en grandes surfaces). Environ trois quarts des volumes sont destinés à l'export. 
En 2023, Mouton Cadet est la seconde marque la plus vendue en grande surface en volumes en France, derrière la marque Baron de Lestac du groupe Castel.

## Histoire
La marque est créée en 1930 par le baron Philippe de Rothschild qui décide de déclasser une partie du vin rouge produit par le prestigieux domaine du château Mouton-Rothschild, dont il est propriétaire, car le raisin ne correspond pas aux standards de qualités qu'il s'est fixé et afin de ne pas le commercialiser sous l'appellation du château. Le nom de la marque provient du fait que Philippe de Rothschild est lui-même le cadet de la famille.
Seuls les vins de 1930 et 1931 sont issus du domaine. À partir de 1932, face au succès de la marque, l'approvisionnement est réalisé auprès de la production d'autres domaines de la commune de Pauillac, puis de Saint-Estèphe et du reste du Haut-Médoc. Comme les décrets du 14 novembre 1936 créent les appellations d'origine contrôlée (AOC) pauillac et bordeaux et que le Mouton Cadet est désormais un vin de négociant fait à partir de vins venant de nombreuses communes du vignoble de Bordeaux, il passe sous l'appellation générique bordeaux, sans aucun lien avec le terroir de Mouton Rothschild.
La gamme est élargie à partir des années 1970 avec le blanc et le rosé.
Depuis 2020, la production est certifiée Haute Valeur Environnementale. En 2021 et 2022, les Rouge Bio et Rosé Bio viennent compléter la gamme,.